# Vejvanov
Vejvanov là một làng thuộc huyện Rokycany, vùng Plzeňský, Cộng hòa Séc.